# Villefranche-sur-Saône
Villefranche-sur-Saône (frankoprovansalsko Velafranche) je mesto in občina v vzhodnoosrednji francoski regiji Rona-Alpe, podprefektura departmaja Rhône. Leta 1999 je mesto imelo 38.863 prebivalcev, 2019 pa le 36.000. 

## Geografija
Kraj leži v nekdanji provinci Beaujolais, včasih imenovan tudi Villefranche-en-Beaujolais, nedaleč stran od reke Saone, 27 km severno od Lyona. 

## Administracija
Villefranche-sur-Saône je sedež istoimenskega kantona, v katerega je vključena njegova občina. Mesto je prav tako sedež okrožja, v katerem se nahajajo kantoni Amplepuis, Anse, Beaujeu, Belleville, Bois-d'Oingt, Gleizé, Lamure-sur-Azergues, Monsols, Tarare, Thizy in Villefranche-sur-Saône s 172.826 prebivalci.

## Zgodovina
Villefranche-sur-Saône je ustanovil beaujeujski grof Guichard IV. leta 1212. Mesto je v 14. stoletju postalo središče province Beaujolais. Mestno obzidje je bilo podrto v zgodnjem 19. stoletju.

## Zanimivosti
- trg Place des Marais,
- samostan iz 13. stoletja,
- cerkev Notre-Dame des Marais iz 16. stoletja.

## Pobratena mesta
- Bühl, Baden (Nemčija),
- Călăraşi (Moldova),
- Cantù (Italija),
- Kandi (Benin),
- Schkeuditz (Nemčija).